# يوهان جورج فون سولدنر
يوهان جورج فون سولدنر (بالألمانية: Johann Georg von Soldner)‏ (و. 1776 – 1833 م) هو فيزيائي، ورياضياتي، وعالم فلك من ألمانيا . ولد في فويشتوانغن .
توفي عن عمر يناهز 57 عاماً.